# الزهد في الإسلام
الزُهد ضد الرغبة والحرص على الدنيا. ومادتها اللغوية زهد يزهد زهداً فهو زاهد من الزهادة. وقد ترد بمعنى الرخيص والقليل والحقير وما إلى ذلك.
وفي القاموس المحيط لمؤلفه الفيروز آبادي: زَهَدَ فيه، كمَنَعَ وسَمِعَ وكَرُمَ، زُهْدًا وزَهادَةً أو هي في الدُّنْيا، والزُّهْدُ في الدِّينِ: ضِدُّ رَغِبَ. وكمَنَعَه: حَزَرَهُ، وخَرَصَهُ. انتهى.
الزهد هو النظر إلى الدنيا بعين الزوال، وهو عزوف النفس عن الدنيا بلا تكلف أو كما قال سفيان الثوري - - الزهد في الدنيا قصر الأمل.
والمُزْهدُ: القليل المال، والقليل الشيء، وإنما سُمِّي مُزْهدًا لأن ما عِنْدَه يُزْهَد فيه ويقال رَجل زَهيد العين إذا كان يُقنعُه القليلُ، ورغيب العين إذا كان لا يُقنعهُ إلا الكثير.
المُزْهد هو الذي ليس عنده شيءٌ من الدنيا.

## الزهد والإسلام
قال الله : ﴿وَابْتَغِ فِيمَا آتَاكَ اللَّهُ الدَّارَ الْآخِرَةَ وَلَا تَنْسَ نَصِيبَكَ مِنَ الدُّنْيَا وَأَحْسِنْ كَمَا أَحْسَنَ اللَّهُ إِلَيْكَ وَلَا تَبْغِ الْفَسَادَ فِي الْأَرْضِ إِنَّ اللَّهَ لَا يُحِبُّ الْمُفْسِدِينَ ۝٧٧﴾ سورة القصص : 77. وقال الله: ﴿وَالْعَصْرِ ۝١ إِنَّ الْإِنْسَانَ لَفِي خُسْرٍ ۝٢ إِلَّا الَّذِينَ آمَنُوا وَعَمِلُوا الصَّالِحَاتِ وَتَوَاصَوْا بِالْحَقِّ وَتَوَاصَوْا بِالصَّبْرِ ۝٣﴾ العصر. وأيضا قول ﴿وَأَمَّا بِنِعْمَةِ رَبِّكَ فَحَدِّثْ ۝١١﴾ سورة الضحى: 11.
وفي حديث حسن: روى عمرو بن شعيب عن أبيه عن جده : قال النبي: (كلوا واشربوا وتصدقوا والبسوا في غير مخيلة ولا سرف، فإن الله يحب أن يرى أثر نعمته على عبده).
فالإسلام لا يُرغب عن الدنيا بل يرغب عن حرامها ولا يُرَغب فيها بل يرغب في العمل الصالح. الإسلام لا يُزهد الناس في الدنيا ليتركوها بالكلية وينقطعوا إلى الآخرة، ولا يرغبهم في الآخرة ليقبلوا عليها بالكلية ويتركوا الدنيا؛ بل يتخذ بين ذلك سبيلا، هو الجمع بين خيري الدنيا والآخرة. أما زهد النساك الذين انقطعوا عن الدنيا بالكلية، ورغبوا في الآخرة فهذه نافلة فرضوها على أنفسهم ولم يفرضها الله عليهم.
فالزهد الحقيقي هو الكف عن المعصية وعما زاد عن الحاجة ولذلك فإن الزكاة في الإسلام لا تكون إلا فيما زاد عن الحاجة وحال عليه الحول. ومن يزهد فيما فاض عن حاجته ويتصدق به على من ليس عنده فهذا زهد مطلوب حث عليه الإسلام، قال : ﴿وَالَّذِينَ تَبَوَّءُوا الدَّارَ وَالْإِيمَانَ مِنْ قَبْلِهِمْ يُحِبُّونَ مَنْ هَاجَرَ إِلَيْهِمْ وَلَا يَجِدُونَ فِي صُدُورِهِمْ حَاجَةً مِمَّا أُوتُوا وَيُؤْثِرُونَ عَلَى أَنْفُسِهِمْ وَلَوْ كَانَ بِهِمْ خَصَاصَةٌ وَمَنْ يُوقَ شُحَّ نَفْسِهِ فَأُولَئِكَ هُمُ الْمُفْلِحُونَ ۝٩﴾ سورة الحشر : 9.
وحضارة الإسلام لم تقم على الزهد في الدنيا والانقطاع للآخرة بل مزجت الدنيا بالآخرة فآتت أكلها طيبا.

## قالوا عن الزهد
- قال سفيان الثوري : الزهد في الدنيا قصر الأمل
- قال ابن المبارك : الزهد هو الثقة بالله مع حب الفقر.
- قال أبو سليمان الداراني : الزهد ترك ما يشغل عن الله.
- قال الجنيد : الزهد هو استصغار الدنيا، ومحو آثارها من القلب

## مرجع
- الزهاد المائة أعظمهم محمد - صلى الله عليه وسلم - ل الشيخ محمد صديق المنشاوي

## طالع ايضًا
- إسلام
- تصوف
- الزهد